# 罗江乡
罗江乡，是中华人民共和国江西省赣州市于都县下辖的一个乡镇级行政单位。

## 行政区划
罗江乡下辖以下地区：
。